# Ortheziolacoccus jermyi
Ortheziolacoccus jermyi  (лат.) — вид мелких пластинчатых червецов семейства Ortheziidae. Эндемик Танзании.

## Распространение
Африка: Танзания, Уганда, Южная Африка. Обнаружены на высоте 1800 м.

## Описание
Мелкие пластинчатые червецы. Сверху спина самок покрыта белыми восковыми пластинками. Обнаружены на листьях, питаются соками растений. Апикальный сегмент усиков имеет длину 240 мкм. Тибиотарзус (голень+лапка) задней ноги имеет длину 350 мкм. Этот вид сходен с видом O. matileferreroae по отсутствию шипиков вокруг тазиков, широкой дорзомедиальной зоны и нескольким многогнёздным порам около грудных дыхалец. Вид был впервые упомянут под эти названием в 1999 году венгерскими энтомологом Ференцем Кошаром (Ferenc Kozáry; Plant Protection Institute, Centre for Agricultural Research, Hungarian Academy of Sciences, Будапешт, Венгрия), а научно описан в 2000 году. Таксон включён в состав рода Ortheziolacoccus Kozár, 2004 вместе с видами O. angolaensis, O. barrosmachadoi, O. demeteri, O. fercsii, O. benedictyae, O. giliomeei, O. nelliae, O. madecassa, O. mahunkai, O. millari, O. multisetosus, O. williamsi, O. saringeri, O. ethiopiensis и другими.